# Главы Ульяновска

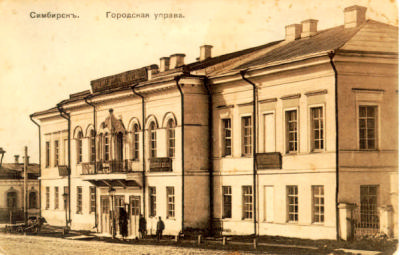
Городская управа Симбирска.

Список глав города Симбирска-Ульяновска XIX—XXI веках.

## История
С основания города-крепости Синбирск в 1648 году, сюда стали назначать воевод. Такое положение действовало до 1708 года, когда город стал гражданским.

## Воеводы
Строителем крепости Синбирск и засечной черты был окольничий и воевода Хитрово Богдан Матвеевич (1648).
| Сроки управления    | Имя                                 | Должность / звание / титул   | Годы жизни / Примечания          |
| ------------------- | ----------------------------------- | ---------------------------- | -------------------------------- |
| 1648—1650           | Иван Богданович Камынин             | воевода / стольник           | ? — 1682                         |
| 1650—1652           | Семён Никитич Болховский            | воевода / князь              |                                  |
| 1652—1657           | Пётр Андреевич Измайлов             | воевода / стольник           |                                  |
| 1658—1661           | Михаил Андреевич Кольцов-Мосальский | воевода / князь              |                                  |
| 1662—1663           | Фёдор Алексеевич Долгоруков         | воевода / стольник           | ? — 1690                         |
| 5.03.1665—7.02.1670 | Иван Иванович Дашков                | воевода / стольник / князь   |                                  |
| 1670—1670           | Михаил Львович Плещеев              | воевода / стольник           |                                  |
| 1670—1670           | Иван Богданович Милославский        | воевода / окольничий         | ? — 1681                         |
| 1671—1672           | Шереметев Пётр Васильевич Большой   | воевода / боярин             | ? — 27 апреля 1690               |
| 1672—1673           | Пётр Иванович Хованский             | воевода / стольник / князь   |                                  |
| 1673—1675           | Алексей Петрович Головин            | воевода / стольник / князь   | 25 апреля 1618 — 10 февраля 1690 |
| 1676—1676           | Фёдор Богданович Долгоруков         | воевода / князь              | /1640/ — 1706                    |
| 1678                | Нестеров Семён Михайлович           | воевода / стольник           |                                  |
| 1680                | Самарин Михаил Фёдорович            | воевода / стольник           |                                  |
| 1681—1682           | Яков Фёдорович Долгоруков           | воевода / князь              | 1639 — 8 ноября 1720             |
| 1682—1683           | Михаил Григорьевич Козловский       | воевода / князь              |                                  |
| 1683—1685           | Григорий Афанасьевич Козловский     | воевода / князь              | 1646 — 1701                      |
| 1685—1688           | Матвей Алексеевич Головин           | воевода / стольник           |                                  |
| 1688—1689           | Василий Федорович Жирово-Засекин    | воевода / окольничий / князь |                                  |
| 1690—1693           | Иван Осипович Щербатов              | воевода / стольник / князь   | 10 августа 1648 — 14 января 1727 |
| 1693—1696           | Иван Семенович Ларионов             | воевода / думный дворянин    |                                  |
| 1696—1697           | Андрей Петрович Измайлов            | воевода / стольник           | ? — 1714                         |
| 1697—1699           | Степан Афанасьевич Собакин          | воевода / стольник           |                                  |
| 1700—2.1701         | Алексей Матвеевич Кравков           | воевода / стольник           |                                  |
| 1701—1702           | Алексей Семёнович Крюков            | воевода                      |                                  |
| 1702—1705           | Пётр Михайлович Бестужев-Рюмин      | воевода / стольник           | 28 июля 1664 — 1743              |
| 1706—1708           | Фёдор Михайлович Есипов             | воевода / стольник           |                                  |

## Симбирская ратуша

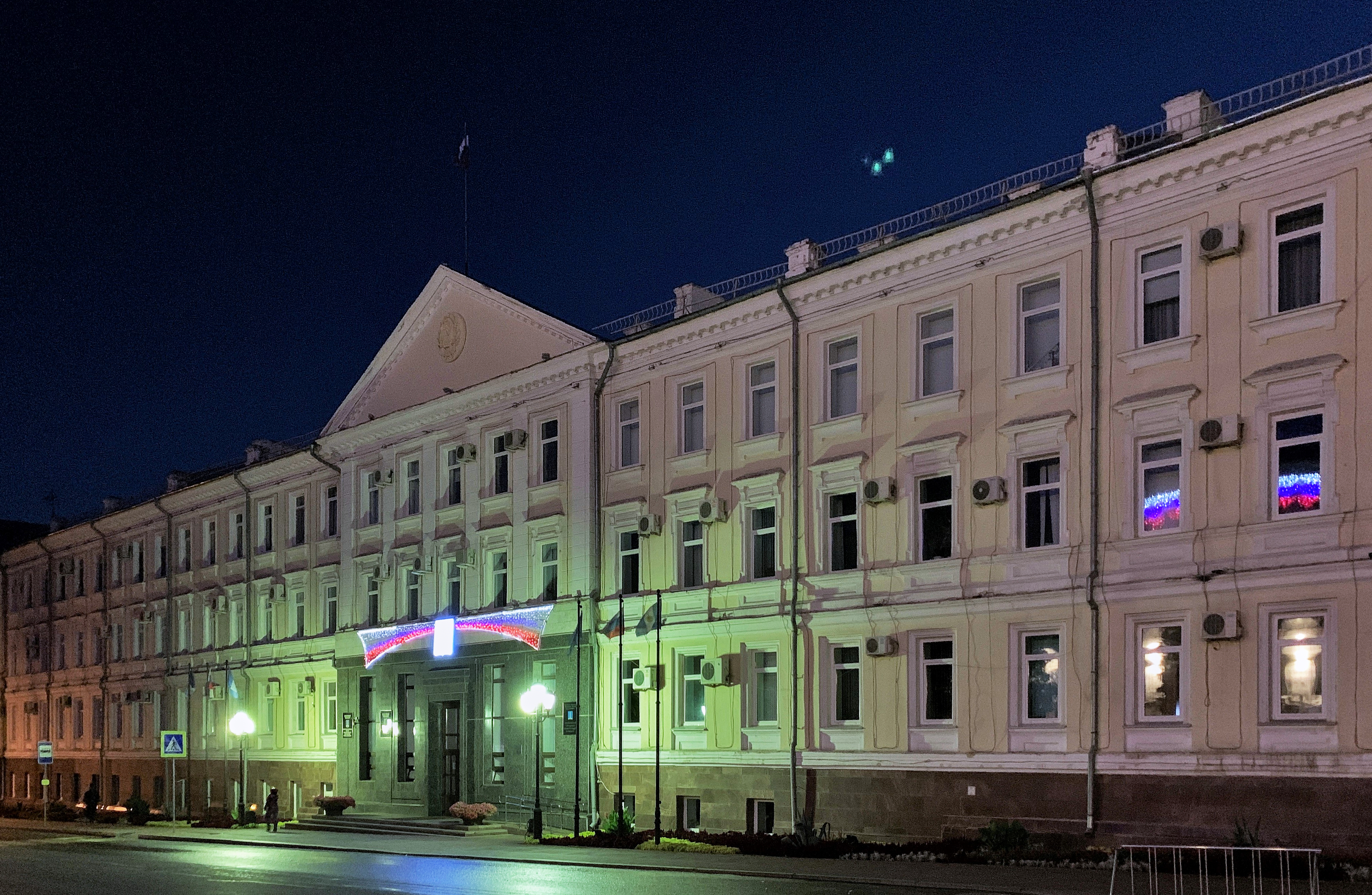
Здание администрации Ульяновска.

Ратуша — в России в 1699—1724 гг. и 1728—1743 гг. орган местного самоуправления на уровне города. Состояли из бургомистров и ратманов, избираемых населением. Заведовало торговыми, промышленными и посадскими людьми, а также сбором с них налогов во всём государстве. Учреждены в 1699 году, заменив собой земские избы, в 1724 году переименованы в ратуши, в 1743 году вновь переименованы в магистраты.                                                                                                                     
| Год         | Звание, чин       | Фамилие, Имя, Отчество    | Примечания                                                                                            |
| ----------- | ----------------- | ------------------------- | --- |
| 1728—1730   |                   | Борис Иванович Толстой    | 1716—1717 гг. служил Симбирским ландратом, в 1728—1730 гг. — Симбирским воеводой. Дед А. В. Толстого. |
| 1730 — 1732 |                   | Борис Ерофеевич Твердышев | Отец Твердышева, Якова Борисовича                                                                     |
| 1770        |                   | Андрея Набоков            | |
| 1856 — 1859 | купец 1-й гильдии | Василий Ильич Андреев     | возведен в звание потомственного почетного гражданина, собственник чугунолитейного завода.            |

## Симбирские городские головы

Мемориальная доска на здании Городской управы Симбирска.

Должность городской головы было принято Манифестом императрицей Екатерина II от 14 (25) декабря 1766 года и Грамоты от 21 апреля 1785 года Екатерины Второй, которая подписала «Грамоту на права и выгоды городам Российской Империи», в которой значилось следующее: «Города основаны для блага живущих в них и для блага общественного».
На 1799 год комендантом города был Василий фон Гессен.
16 июня 1870 года император Александр II утвердил «Городовое положение». Был значительно расширен круг лиц, облеченных избирательным правом. Устранялись сословные ограничения. Городское самоуправление стало избираться на четыре года (до этого работа Городских Дум отмерялась трехлетиями). Должности городского головы, членов управы и городского секретаря стали престижными и оплачиваемыми (прежде они работали на общественных началах). Полномочия городского самоуправления расширялись, что способствовало повышению эффективности его работы. Выборы в Городскую Думу нового образца прошли в Симбирске в течение нескольких дней, начиная с 29 декабря 1870 г. А её первое заседание состоялось 16 марта 1871 г.
Список взят из книги П. Л. Мартынова «Город Симбирск за 250 лет его существования» и других источников.
| Года       | Звание, чин            | Фамилие, Имя, Отчество                     | Примечания |
| ---------- | ---------------------- | ------------------------------------------ | --- |
| ???        | купец 3-й гильдии      | Гончаров Александр Иванович (1754-1819)    | Отец Ивана Гончарова, избирался на этот пост несколько раз. |
| ???        |                        | Гончаров Николай Александрович (1808-1873) | Брат Ивана Гончарова, несколько раз выбирали на пост городского главы |
| 1828       | купец 3-й гильдии      | Руковишников Лев Петрович                  | 1.08.1828 г. был на коронации Николай I |
| 1832       | купец                  | Вандышев Василий Семёнович                 | |
| 1835—1837  | купец 3-й гильдии      | Репьёв Илья Андреевич                      | |
| 1838—1852  | купец 2-й гильдии      | Сапожников Иван Федорович                  | |
| 1853—1855  | купец 1-й гильдии      | Макаров Иван Осипович                      | |
| 1856—1858  | купец 3-й гильдии      | Ражев Андрей Макарович                     | |
| 1859—1861  | купец 1-й гильдии      | Загряцкий Матвей Михайлович                | |
| 1862—1864  | купец 1-й гильдии      | Кирпичников Алексей Петрович               | |
| 1865—1867  | купец 2-й гильдии      | Зотов Александр Иванович                   | |
| 1867—1869  | купец 2-й гильдии      | Загряцков Матвей Михайлович                | |
| 1871—1872  | Пот. поч. гражд.       | Егоров Пётр Андреевич                      | Первый «платный» Симбирский городской голова, избранный в марте 1871 года. Менее чем через год запросился в отставку «по болезням» и «домашним обстоятельствам». |
| 1872—1874  | купец 1-й гильдии      | Чебоксаров Василий Александрович           | |
| 1875—1885  | купец 2-й гильдии      | Маляхинский Николай Дмитриевич             | |
| 1885—1890  | ст. сов.               | Карташев Александр Ильич                   | |
| 1891—1893  | купец 1-й гильдии      | Чебоксаров Николай Александрович           | |
| 1893—1896  | купец 1-й гильдии      | Сачков Александр Дмитриевич                | |
| 1897— 1899 | купец 1-й гильдии      | Балакирщиков Павел Степанович              | При нем была построена ж/д ветви от Симбирска до ст. Инза и от Симбирска (ст. Часовня-Пристань, сл. Канава) до Мелекесса. Построена ст. Симбирск-1 (сл. Туть). |
| 1899— 1909 | почётный гражданин     | Волков Михаил Алексеевич                   | |
| 1909— 1917 | потомственный дворянин | Афанасьев Леонид Иванович                  | Под его началом в городе были обустроены улицы, построена электростанция, реконструирован водопровод, был сопредседетелем строительной комиссии по сооружению Дома-памятника Гончарову. При нём был построен: Храм Воскресения Христова (22.05.1911), патронный завод (1916), Императорский мост (1916). |
| 1917       | эсер                   | Колосов Аркадий Иванович                   | 23 февраля 1918 г. арестован за "распространение контрреволюционного воззвания к населению". |

## Первые секретари горкома ВКП(б)/КПСС // Председатели горисполкома

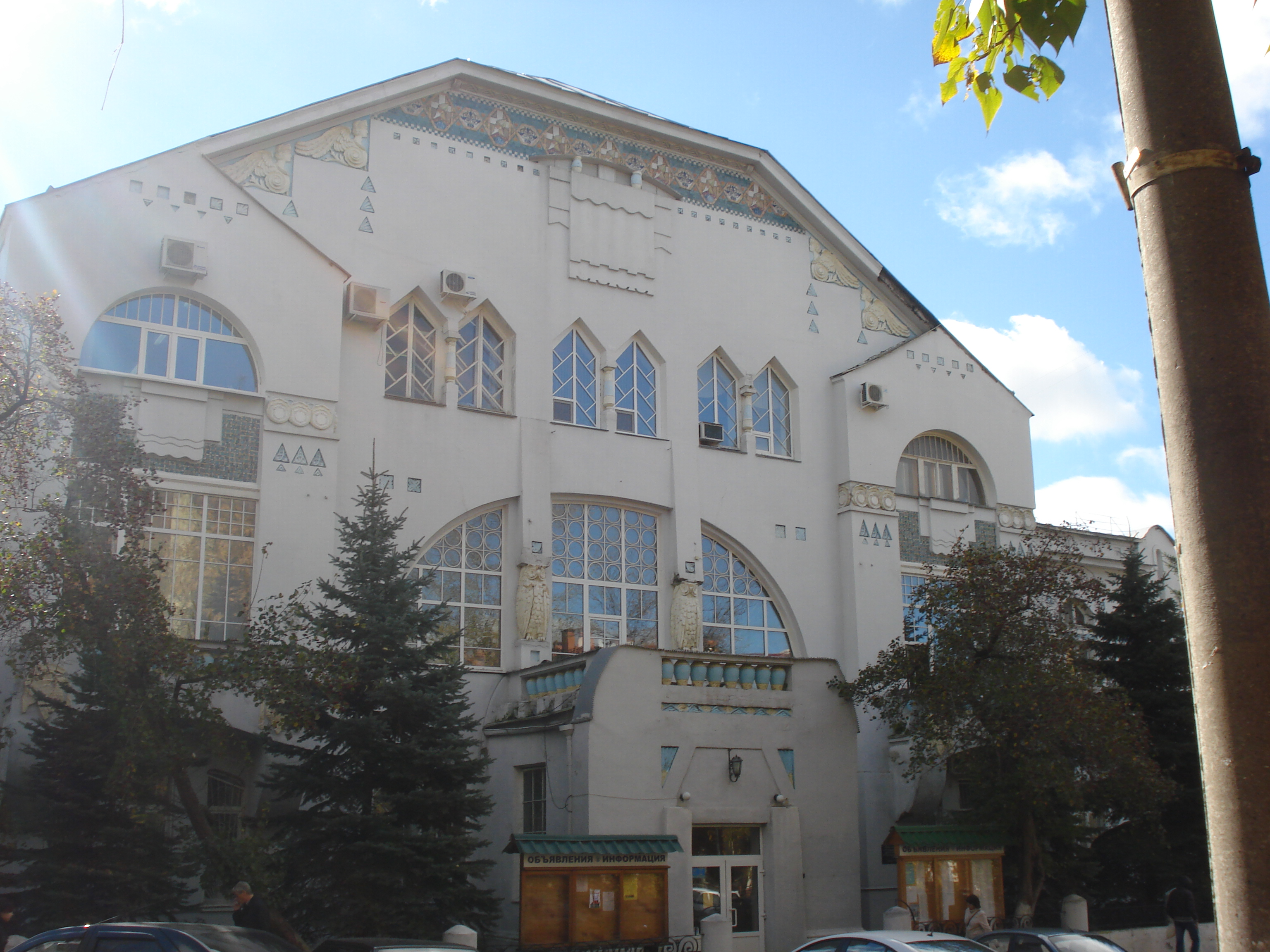
Здание горкома КПСС, ныне здание УГУ.

С 1918 года вместо Городских голов были введены должности Первых секретарей (Председатели) горкома РКП (б) (1918—1925) / ВКП (б) (1926—1952) / КПСС (с 10.1952—1990), а хозяйственной деятельностью — Председатели горисполкома.
| Дата                               | Первый секретарь горкома КПСС          | Примечания |  | Дата                     | Председатель горисполкома         | Примечания |
| ---------------------------------- | -------------------------------------- | --- |  | ------------------------ | --------------------------------- | --- |
|                                    |                                        | |  | с 1918                   | Соснин Александр Алексеевич       | Первый исполком Симбирского (с 1924 г. - Ульяновского) горсовета рабочих, крестьянских и красноармейских депутатов. Председатель исполкома горсовета. |
| на 9.1918 г.                       | Варейкис Иосиф Михайлович              | председатель горкома партии, зам. председателя губисполкома, затем председателем Симбирского губкома РКП(б)              |  | май 1929                 | Ягодкин И. М.                     | председатель Ульяновского горсовета. |
| С января 1919-го по март 1921 года | Билль-Белоцерковский Владимир Наумович | председатель Симбирского горкома РКП(б)                                                                                  |  | 1931                     | Егоров А.                         | председатель Ульяновского горсовета |
| 1931 —1932                         | Калачёв Владимир Родионович            | |  | 1936—1937                | Вердеревский Александр Дмитриевич | |
| 1937 — 1939                        | Растёгин Григорий Сергеевич            | |  | 1934—1936                | Сыров Иван Матвеевич              | председатель горсовета |
| 1939                               | Аксёнов                                | |  | 1938—1939                | Ефим Иванович Зиновьев            | исполняющий обязанности председателя горсовета |
| 1940 — 1943                        | Гребень Владимир Кондратьевич          | |  | 7.1937 — 8.1938          | Бабин Михаил Фёдорович            | |
| 1943                               | Белянов А. П.                          | |  | 1940–1942                | Погоняев Михаил Семёнович         | На август 1941 г. председателем горсовета был И. Солнцев.                                                                                             |
| 1949 —1950                         | Бочкарёв Александр Панкратьевич        | |  | 1945                     | Струбцов                          | |
| С 1955 - 1959 и с 10.1960 — 3.1961 | Васильев Владимир Петрович             | Выдвинут на работу секретарем обкома КПСС.                                                                               |  | 1947                     | Давиденко Борис Павлович          | назначен заместителем председателя Куйбышевского облисполкома.                                                                                        |
|                                    |                                        | |  | с 1947                   | Эдуард Петрович Салицкий          | председатель исполкома горсовета |
|                                    |                                        | |  | 1951                     | П. К. Сифуров                     | председатель Ульяновского горсовета |
| 1961 — 1962                        | Праведнов Виктор Фёдорович             | В 4.1961 назначен, с 12.1962 по 12.1964 — председатель Ул. пром. исполкома обл. Совета депутатов трудящихся.             |  | 3.1957 — 1961            | Праведнов Виктор Фёдорович        | назначен 1-м секретарем ГК ВКП(б) |
| 1965 —1966                         | Курнаков Георгий Дмитриевич            | |  | 1961 — 1965              | Курнаков Георгий Дмитриевич       | назначен 1-м секретарем ГК ВКП(б) |
| 1967                               | Маслов Иван Дмитриевич                 | Назначен директором УАЗ                                                                                                  |  |                          |                                   | |
| 1967 —1974                         | Кудрявцев Александр Иванович           | Повторно избран 9.01.1971 г. на первом пленуме горкома XXXIV горпартконференции. Снят с должности.                       |  | 3.1965 — 3.1969          | Крюков Анатолий Георгиевич        | |
| 1974 —1985                         | Золотов Александр Семёнович            | 6.01.1974 избран на 1-м пленуме горкома XXXV горпартконференции. 29.08.1985 снят «в связи с переходом на другую работу». |  | (1968) 1970 — 22.07.1977 | Ланцов Борис Александрович        | «…в связи с избранием секретарем обкома» |
| 1985 — 1987                        | Романов В. Н.                          | «в связи с переходом в аппарат ЦК КПСС»                                                                                  |  | 1977 — 1982              | Иваницкий Александр Валентинович  | «в связи с переходом на другую работу» |
| 1987 —1991                         | Колпаков Юрий Борисович                | должность упразднена |  | 1982 —1984               | Вершинин Игорь Анатольевич        | 30.07.1984 г. снят с должности |
|                                    |                                        | |  | 1984 —1990               | Васильев Виктор Исаевич           | |
|                                    |                                        | |  | 1990                     | Ермаков Сергей Николаевич         | избран на альтернативной основе |

## Главы администрации г. Ульяновска

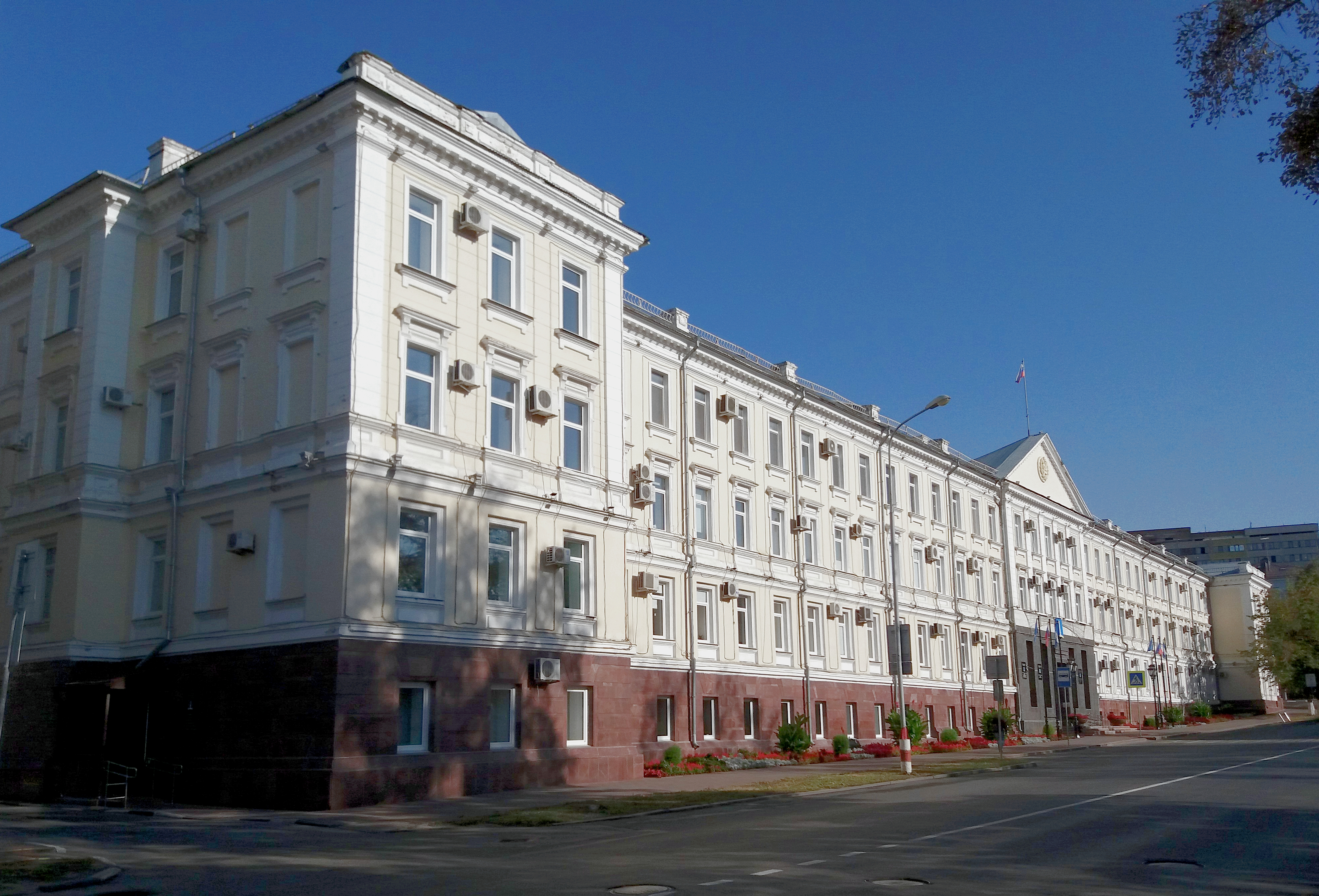
Здание администрации Ульяновска.

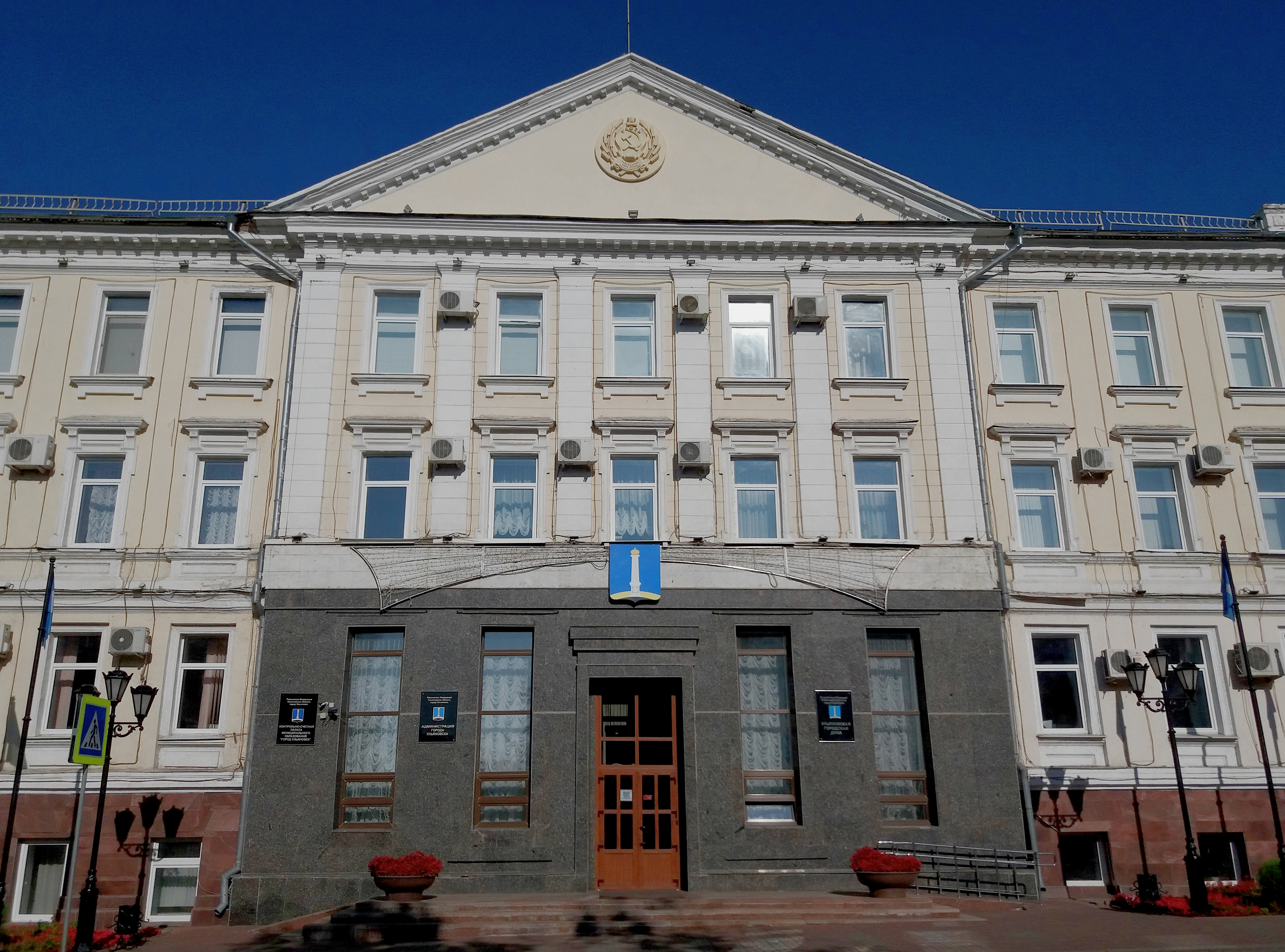
Администрации города Ульяновска.

До 1990 года городом руководил Первый секретарь горкома КПСС, затем власть перешла к Председателю горсовета народных депутатов, на должность которого, на альтернативной основе, был избран Ступников Георгий Иванович и Председателю горисполкому, на должность которого, на альтернативной основе, был избран Ермаков Сергей Николаевич.
25 ноября 1991 года на пост Председателя горсовета (в третьем туре) избран Повтарев Николай Петрович (1991—1993). Указом Президента РФ Б. Н. Ельцина от 29 октября 1993 года, ввиду октябрьских событий 1993 года, прекращена деятельность районных и городских Советов.
11 декабря 1991 года вышел Указ Президента РСФСР о назначении Ермакова С. Н. главой администрацией города Ульяновска Ульяновской области.
22 декабря 1996 года прошли выборы в мэры Ульяновска. Победу одержал Марусин Виталий Владимирович с результатом 38,1 %, у Ермакова С. Н. — 30,0 %. Вступил в должность 30 декабря 1996 года.
В 2004 году Указом Президента РФ была введена должность Глава муниципального образования «город Ульяновск».
В декабре 2011 года, согласно Уставу города, вступила в действие новая схема городского управления: административными делами — Глава города, выбирается депутатами Городской Думы, а хозяйственными вопросами — Городской управляющий — Глава администрации города (сити-менеджер), назначаемый городским парламентом по результатам конкурса, Ими становились: Панчин Сергей Сергеевич (и. о. — с 12.2011 по 5.2012), Букин Александр Васильевич (5.2012 — 3.2013, подал в отставку), Панчин Сергей Сергеевич (3.2013 — 13.09.2015, сначала и. о., затем избран сити-менеджером), Гаев Алексей Владимирович (с 9.2015 — и. о., 17.11.2015 — 12.04.2018, подал в отставку), Андреев Вадим Иванович (временно и. о. 4.2018 — 6.2018, должность упразднена).
В марте 2018 года в городской Устав вновь было внесено изменение. Теперь городом должен управляться одним руководителем — Главой города.
| Дата                      | Ф. И.О.                       | Примечания |
| ------------------------- | ----------------------------- | --- |
| 1991 — 1996               | Ермаков Сергей Николаевич     | Назначен Президентом РСФСР 11.12.1991 г. |
| 30.12.1996 — 2000         | Марусин Виталий Владимирович  | 22.12.1996 г. состоялись выборы в мэры города. |
| 2000 — 2004               | Романенко Павел Михайлович    | Мэр города. |
| 2004 — 2010               | Ермаков Сергей Николаевич     | Глава муниципального образования «города Ульяновска» |
| 14.03.2010 — 7.12.2011    | Пинков Александр Петрович     | Вступил в должность 22.03.2010, а 7.12.2011 — подал в отставку. |
| 12.2011 — 1.10.2015       | Беспалова Марина Павловна     | Глава города. |
| 1.10.2015 — по 15.06.2021 | Панчин Сергей Сергеевич       | 1.10.2015 г., на первом заседании Городской Думы, избран Главой города. В 5.2018 года — подал в отставку. 15.06.2018 г. на внеочередном заседании Городской Думы, вновь единогласно выбран Главой города. 12.03.2020 г. Панчин подал в отставку, но 13.03.2020 г. депутаты гордумы не приняли его отставку. 15.06.2021 г. сложил полномочия главы Ульяновска по собственному желанию. |
| 15.06.2021 — 11.2022      | Вавилин Дмитрий Александрович | 15.06.2021 — 20.08.2021 — временно исполняющий обязанности Главы города Ульяновска. 20.08.2021 избран новым мэром. В ноябре 2022 года подал в отставку в связи с переходом в ОПК |
| 11.2022 по 4.2023         | Зверев Дмитрий Петрович       | и. о. главы администрации |
| 19.04.2023 — н. в.        | Болдакин Александр Егорович   | Глава города Ульяновска |

## Ульяновская Городская Дума
Основная статья: Ульяновская городская дума
Городская Дума первого созыва была избрана 30 декабря 1996 года на основе всеобщего равного избирательного права при тайном голосовании сроком на четыре года в составе пятнадцати депутатов.
- Гвоздев Василий Анатольевич (1997-1998)[70]
- Баландин Александр Николаевич (1998-2000).

В 2000 году, после отставки нескольких депутатов, Городская Дума самораспустилась. 26 марта 2001 г. новая Ульяновская Городская Дума собралась на первое заседание.
- Мокевнин Игорь Александрович (2001-2004)[72].
- Гвоздев Василий Анатольевич (2004-2015)[73][74].
- Панчин, Сергей Сергеевич (2015-5.2018)[75].
- Ножечкин Илья Владимирович (18.07.2018-н. в.)[76]